# Carey Gully
Carey Gully är en ort i Australien. Den ligger i kommunen Adelaide Hills och delstaten South Australia, omkring 15 kilometer öster om delstatshuvudstaden Adelaide. Antalet invånare är 261.
Runt Carey Gully är det ganska glesbefolkat, med 35 invånare per kvadratkilometer.. Närmaste större samhälle är Adelaide, omkring 15 kilometer väster om Carey Gully. 
Trakten runt Carey Gully består till största delen av jordbruksmark. Genomsnittlig årsnederbörd är 729 millimeter. Den regnigaste månaden är juni, med i genomsnitt 133 mm nederbörd, och den torraste är december, med 21 mm nederbörd.